# Moquegua
Moquegua – miasto w południowo-wschodnim Peru, nad rzeką Moquegua, w pobliżu granicy z Chile. Ośrodek administracyjny regionu Moquegua i prowincji Mariscal Nieto. Około 57 tys. mieszkańców.
Miasto położone jest na wysokości 1410 m n.p.m. w odległości około 5 km od rozwidlenia dróg w górę rzeki Rio Osmore. W miejscowości można zobaczyć kilka domów kolonialnych i kościół Santo Domingo z ołtarzem barokowym oraz szczątkami Świętej Fortunaty.